# قصر مرقص نصار
قصر مُرقُص نصّار هو منزل تراثي يقع في بيت لحم، فلسطين. قام بتصميمه صاحب المنزل نفسه، وهو المعمار مرقص نصار بحدود عام 1909، على مساحة 520 مترًا مربعًا. امتاز المبنى بكونه المنزل الأول في المدينة في تلك الفترة الذي احتوى رسومات ملوّنة على جدرانه الداخليّة.

## التصميم
يتميز القصر بمدخل بسيط ورحب، وبعمارة خارجيّة مُلفتة، حيث استخدم المصمم الحجر الوردي الأحمر. لقد اهتم بتزيين القصر من الدخل بالرسوم، ليكون المنزل الأول في بيت لحم في تلك الفترة الذي احتوى رسومات ملوّنة، وهو ما يؤشر إلى نتيجة الاحتكاك بالحداثة الغربيّة، والاطلاع على العمارة الغربية. كما اُستخدم فيه الأخشاب والأشغال المعدنيّة.

## الترميم
قام كل من مركز حفظ التراث الثقافي ومركز المعمار الشعبي الفلسطيني بترميم المبنى في عام 2013، وبدعم من مركز حفظ تراث بولونيا في بلجيكا. لقد تم الإبقاء على جميع الأخشاب الأصليّة والأشغال المعدنيّة، والجداريّات، وطلاء الأسقف، التي كانت في الأصل في المبنى كما هي. ولقد نُظمت في القصر، ورشات عمل تدريبيّة حول ترميم الدهان الزيتي والجداريّات. ويستخدم القصر الآن مركز معًا للحياة، وهو مختص برعاية الأشخاص ذوي الاحتياجات الخاصّة.

## وصلات خارجية
- القصور في فلسطين - قصور تاريخية وأثرية في فلسطين
- العمارة في بيت لحم | مركز المعلومات الوطني الفلسطيني